# Поцо (Салерно)
Поцо је насеље у Италији у округу Салерно, региону Кампанија.
Према процени из 2011. у насељу је живело 91 становника. Насеље се налази на надморској висини од 449 м.